# Troposodon
Troposodon — рід родини Кенгурових. Етимологія: грец. τρόπος — «огинати», грец. ὀδών — зуб. Маються на увазі складки емалі, які прикрашають протолофіди (виступи на жувальній поверхні зуба) нижніх молярів. Досі жодного черепа, що належав би Troposodon не знайдено. Bartholomai (1967) відзначив, що премоляри Troposodon нагадують премоляри Lagostrophus. Арчер (1981) стверджував, на основі повного зубного ряду, що ці дві групи кенгуру були тісно пов'язані між собою. Фланнері і Арчер (1983) та Фланнері (1983a. 1989a) пішли ще далі, припускаючи, що два роди були дуже примітивними Sthenurinae. Troposodon більші, ніж Lagostrophus і все ж мають деякі відмінності в будові зубів.